# Nova Odesa
Nova Odesa (tiếng Ukraina: Нова Одеса) là một thành phố của Ukraina. Thành phố này thuộc tỉnh Mykolaiv. Thành phố này có diện tích ? km2, dân số theo điều tra dân số năm 2001 là 14070 người.